# Coco Hayashi
Coco Hayashi (林 鼓子 Hayashi Koko?, 15 de mayo de 2002) es una seiyū y cantante japonesa afiliada a 81 Produce y Avex Pictures. Es conocida por sus papeles en Ayumi Hayashien Wake Up, Girls! y Setsuna Yūki en Love Live! Nijigasaki High School Idol Club.

## Biografía
Hayashi nació en Hamamatsu, prefectura de Shizuoka, de un padre amante del anime. Fue miembro de Space Craft Junior cuando era niña y apareció en Oha Suta en 2013. Participó en un evento en vivo de la actriz de doblaje Nana Mizuki y aspiraba a ser una actriz de doblaje influenciada por su actuación. Después de recibir la recomendación de su padre, audicionó con éxito en 2017 avex×81produce Wake Up, Girls! AUDITION. Su carrera comenzó cuando interpretó a Ayumi Hayashi en spin-off de Wake Up, Girls! New Chapter!, y formó la unidad Run Girls, Run! con Yūka Morishima y Nanami Atsugi. En el 2018, prestó su voz al personaje principal de Kiratto Pri Chan, Mirai Momoyama, y protagonizó King of Prism: Shiny Seven Stars como Nagisa Takahashi. También ganó el premio a la Mejor Actriz Revelación en la 13.ª edición de los Premios Seiyu junto a Kaede Hondo, Rina Hon'izumi, Manaka Iwami y Tomori Kusunoki. También prestó su voz a una colegiala en la película de Love Live! Sunshine!! The School Idol Movie: Over the Rainbow. El 25 de marzo, se reveló que sería la nueva actriz de voz de Setsuna Yuki de Love Live! Nijigasaki High School Idol Club, reemplazando a Tomori Kusunoki, quien era la actriz de voz anterior.

## Filmografía

### Anime
2017
- Wake Up, Girls! New Chapter!, Ayumi Hayashi[5]

2018
- Kiratto Pri Chan, Mirai Momoyama[6]

2019
- King of Prism: Shiny Seven Stars, Nagisa Takahashi[7]
- The Promised Neverland, Ugen, Damdin y Rossy

2020
- Nekopara, Niña

2023
- MF Ghost, Mami Satō[8]
- Love Live! Nijigasaki High School Idol Club, Setsuna Yūki/Nana Nakagawa[9]
- BanG Dream! It's MyGO!!!!!, Taki Shina[10]

2025
- BanG Dream! Ave Mujica, Taki Shina

### Películas
2018
- Kiratto Pri Chan: Kirakira Memorial Live, Mirai Momoyama[11]

2019
- Love Live! Sunshine!! The School Idol Movie: Over the Rainbow, colegiada[12]